# Небкара
Небкара — давньоєгипетський фараон з III династії. Дотепер єгиптологи сперечаються щодо його існування.